# Elm City
Elm City is een plaats (town) in de Amerikaanse staat North Carolina, en valt bestuurlijk gezien onder Wilson County.

## Demografie
Bij de volkstelling in 2000 werd het aantal inwoners vastgesteld op 1165.
In 2006 is het aantal inwoners door het United States Census Bureau geschat op 1380, een stijging van 215 (18,5%).

## Geografie
Volgens het United States Census Bureau beslaat de plaats een oppervlakte van
1,9 km², geheel bestaande uit land. Elm City ligt op ongeveer 36 m boven zeeniveau.

## Plaatsen in de nabije omgeving
De onderstaande figuur toont nabijgelegen plaatsen in een straal van 20 km rond Elm City.